# Дан Молоні (реслер)
Даніель Джозеф Молоні (народився 9 лютого 1997) — англійський професійний реслер . Він підписав контракт з New Japan Pro-Wrestling (NJPW), де виступає під рінгнеймом Дрілла Молоні . Він є членом Bullet Club та його підгрупи War Dogs . Він колишній дворазовий командний чемпіон IWGP серед юніорів у важкій вазі разом із Кларком Коннорсом. Молоні виступає у різних британських реслінг-промоушенах, таких як Progress Wrestling, TNT Extreme Wrestling і до 2024 року у Revolution Pro Wrestling .  В NJPW Молоні - був членом угрупування United Empire протягом короткого часу, перш ніж зрадити їх та доєднатися до Bullet Club на Домініоні 

## Професійна кар'єра реслера

### Progress Wrestling (2018–нинішній час)
Молоні дебютував у Progress Wrestling на PROGRESS Chapter 80: Gods And Monsters 8 грудня 2018 року, де він безуспішно кинув виклик Тренту Севену за титул чемпіона Progress Atlas .  Він виступав в різних образах, наприклад на комедійному шоу PROGRESS Chapter 89: 26th May 1988, яке відбулося 26 травня 2019 року, де він був під ім’ям «The Teflon Sheik» і не поступився Марку Девісу, який зобразив «Воллі Хендфорд».  На  PROGRESS Chapter 90 30 червня 2019 року Молоні об’єднався в команду з Трентом Севеном але вони програли Latin American Xchange ( Сантана та Ортіс ).  У PROGRESS Chapter 95: Still Chasing 15 вересня 2019 року Молоні взяв участь у змаганні, щоб визначити чемпіона Progress Proteus, у якому виграв Пол Робінсон, у якому також брали участь різні борці, такі як Кріс Брукс, Ілля Драгунов, Тревіс Бенкс, Едді Кінгстон, Міллі Маккензі, Джонатан Грешем., Спайк Тривет, Чарлі Еванс та багато інших.  У розділі 104 PROGRESS 20 лютого 2021 року він невдало кинув виклик Карі Нуар на чемпіонат світу PROGRESS .  Молоні виграв свій перший титул на Progress Wrestling, PROGRESS Tag Team Championship разом зі своїм партнером по команді «The 0121» Man Like DeReiss на PROGRESS Chapter 131: 10th Anniversary Show 25 березня 2022 року, перемігши попередніх чемпіонів Smokin' Aces (Чарлі Стерлінг і Нік Райлі) у п’ятисторонньому командному матчі. також за участю Lykos Gym ( Kid Lykos та Kid Lykos II), Sunshine Machine (Chuck Mambo та TK Cooper) та North West Strong ( Chris Ridgeway та Luke Jacobs ).  На PROGRESS Chapter 139 Warriors Come Out To Play 28 серпня 2022 року Молоні безуспішно кинув виклик Біг Дамо на чемпіонат світу PROGRESS. 

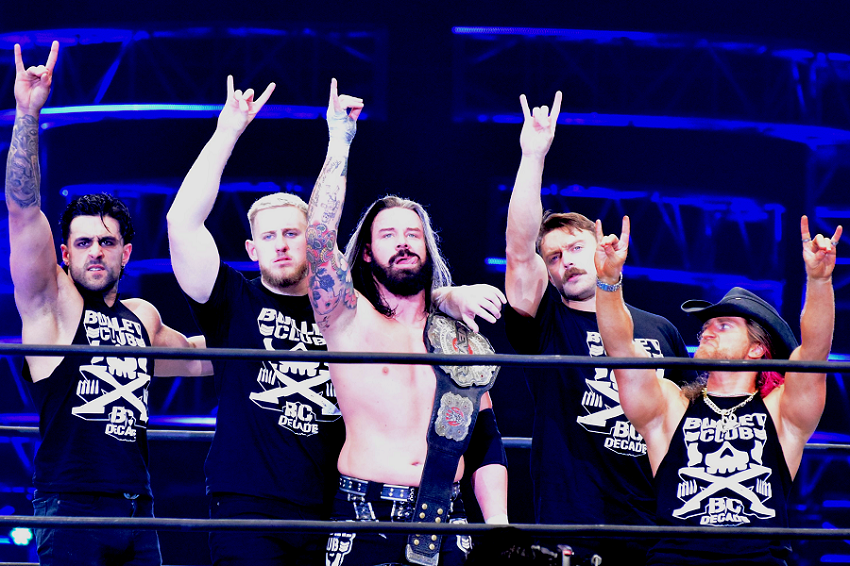
Молоні (крайній зліва) з іншими членами підгрупи War Dogs у червні 2023 року

27 квітня 2023 року Молоні було оголошено учасником турніру New Japan Pro-Wrestling 's Best of the Super Juniors 30, він змагався в Б Блоці.  Молоні завершив турнір з 8 очками, не зумівши пройти до півфіналу.  4 червня в Домініоні Молоні зрадив United Empire після нападу на Франческо Акіру та TJP, разом з Кларком Коннорсом, після матчу дуета за титули командних чемпіонів IWGP серед юніорів у важкій вазі та приєднався до Bullet Club .  4 липня, 1-го дня Independence Day, Молоні (тепер ім’я Дрілла Молоні ) і Коннорс перемогли Catch 2/2 і виграли командні чемпіонства IWGP серед юніорів у важкій вазі, які стали для обох першими титулами у  NJPW. 
Наступної ночі команда здійснив свій перший титульний захист, перемігши Chaos ( Роккі Ромеро та Йо).  Дует здійснив ще один успішний захист титулу на Destruction in Ryōgoku 9 жовтня, перемігши Intergactic Jet Setters ( Кушида та Кейвін Найт).  Через 5 днів дует знову провів успішний захист проти Леона Слейтера та Кемерона Кая на Royal Quest III .  Пізніше в цьому місяці Молоні та Коннорс увійшли до Super Junior Tag League .  Команда закінчила свій шлях у турнірі з 10 очками, так і не пройшовши до фіналу.  Після фіналу турніру дует атакував переможців - Catch 2/2, перед запланованим захистом титулів проти Вар Догів на Wrestle Kingdom 18 .  Незадовго до матчу на Wrestle Kingdom ці дві команди зустрілися в першому в історії NJPW матчі з труною, який виграли Bullet Club після того, як вони замкнули TJP у труні.  На цьому шоу Акіра та TJP перемогли Коннорса та Молоні, завершивши рейн команди довжиною в 184 дні,  лише щоб повернути їх через місяць. У жовтні на King of Pro-Wrestling дует програв титули Intergalactic Jet Setters. На Wrestle Kingdom 19 їм не вдалося повернути титули в чотиристоронньому матчі з драбинами .
6 січня 2025 року на New Year Dash!! Молоні оголосив що приєднається до дивізіону важкої ваги.  11 лютого на The New Beginning в Осаці Молоні провів свій перший бій у важкій вазі, перемігши Шінго Такагі .  Після цього Молоні взяв участь у New Japan Cup 2025, перемігши Томохіро Ішії в першому раунді,  TJP у другому раунді,  але був  елімінований Такагі в матчі-реванші в чвертьфіналі. 
1. ↑  Saalbach, Axel. Dan Moloney • General Information. wrestlingdata.com. Процитовано 4 вересня 2022.
2. ↑  Kreikenbohm, Philip. Dan Moloney/Career Data. cagematch.de (нім.). Процитовано 4 вересня 2022.
3. ↑  Internet Wrestling Database (IWD). Dan Moloney Profile & Match Listing. profightdb.com. Процитовано 4 вересня 2022.
4. ↑  Furious, Arnold (21 грудня 2018). PROGRESS CHAPTER 80 'GODS & MONSTERS' RESULTS & REVIEW. voicesofwrestling.com. Процитовано 4 вересня 2022.
5. ↑  TWMWrestling (26 травня 2019). PROGRESS Wrestling Chapter 89 '26th May 1988′ Results. twm.news. Процитовано 4 вересня 2022.
6. ↑  Richards, Alex (27 червня 2019). Preview: PROGRESS – Chapter 90: The Lonesome Death Of The One-Man Cabaret Act (6/30/19). lastwordonsports.com. Процитовано 4 вересня 2022.
7. ↑  Post Wrestling Staff (15 вересня 2019). RESULTS: Progress Wrestling Chapter 95 – Still Chasing. postwrestling.com. Процитовано 4 вересня 2022.
8. ↑  Boone, Matt (21 лютого 2021). PROGRESS Wrestling Chapter 104: Natural Progression Series Results (2/20/2021). ewrestling.com. Процитовано 5 вересня 2022.
9. ↑  Lambert, Jeremy (26 березня 2022). PROGRESS Chapter 131 Results (3/25): PROGRESS 10th Anniversary Event. fightful.com. Процитовано 9 квітня 2022.
10. ↑  Harris, Jeffrey (28 серпня 2022). PROGRESS Chapter 139 Quick Results: New Champion Crowned. 411mania.com. Процитовано 28 березня 2023.
11. ↑  NJPW. Best of the Super Jr. 30 lineup revealed! | NEW JAPAN PRO-WRESTLING. NJPW (англ.). Процитовано 27 квітня 2023.
12. ↑  Finals Set for NJPW 2023 Best of the Super Juniors Tournament. 26 травня 2023.
13. ↑  Kelly, Andrew (4 червня 2023). Bullet Club Recruits New Members At NJPW Dominion. Cultaholic (англ.). Процитовано 4 червня 2023.
14. ↑  Bullet Club Captures Gold at NJPW STRONG Independence Day. 4 липня 2023.
15. ↑  NJPW Strong Independence Day night two live results: Moxley vs. Desperado Final Death match. 5 липня 2023.
16. ↑  NJPW Destruction in Ryogoku live results: SANADA vs. EVIL lumberjack match. 9 жовтня 2023.
17. ↑  NJPW Royal Quest III live results: Will Ospreay vs. Zack Sabre Jr. 14 жовтня 2023.
18. ↑  NJPW Announces Teams for 2023 Super Junior Tag League Tournament. 12 жовтня 2023.
19. ↑  Finals set for NJPW Super Junior Tag League. 2 листопада 2023.
20. ↑  NJPW crowns Super Junior Tag League 2023 winners. 4 листопада 2023.
21. ↑  NJPW's first-ever coffin match added to Road to Tokyo Dome event. 22 грудня 2023.
22. ↑  NJPW Wrestle Kingdom 18 live results: SANADA vs. Naito, Okada vs. Danielson. 4 січня 2024.
23. ↑  NJPW New Year’s Dash live results: The fallout from the Tokyo Dome. F4W/WON (брит.). 6 січня 2025. Процитовано 24 січня 2025.
24. ↑  Powell, Jason (11 лютого 2025). NJPW "The New Beginning" results (2/11): Vetter's review of Zack Sabre Jr., Ryohei Oiwa, Robbie Eagles, Kosei Fujita, and Hartley Jackson vs. Hirooki Goto, Yoshi-Hashi, Yoh, Master Wato, and Tomoaki Honma. Pro Wrestling Dot Net (амер.). Процитовано 15 березня 2025.
25. ↑  Powell, Jason (9 березня 2025). NJPW "New Japan Cup" results (3/9): Vetter's review of Tetsuya Naito vs. Callum Newman, Tomohiro Ishii vs. Drilla Moloney, El Phantasmo vs. Great-O-Khan, and Bolton Oleg vs. Bad Luck Fale in first-round matches. Pro Wrestling Dot Net (амер.). Процитовано 15 березня 2025.
26. ↑  NJPW New Japan Cup 2025 - Tag 5 « Events Database « CAGEMATCH - The Internet Wrestling Database. www.cagematch.net. Процитовано 15 березня 2025.
27. ↑  NJPW New Japan Cup 2025 - Tag 6 « Events Database « CAGEMATCH - The Internet Wrestling Database. www.cagematch.net. Процитовано 15 березня 2025.